# Aulden
Aulden – osada w Anglii, w hrabstwie Herefordshire. Leży 15 km na północ od miasta Hereford i 198 km na zachód od Londynu.